# 让-弗朗索瓦·科佩

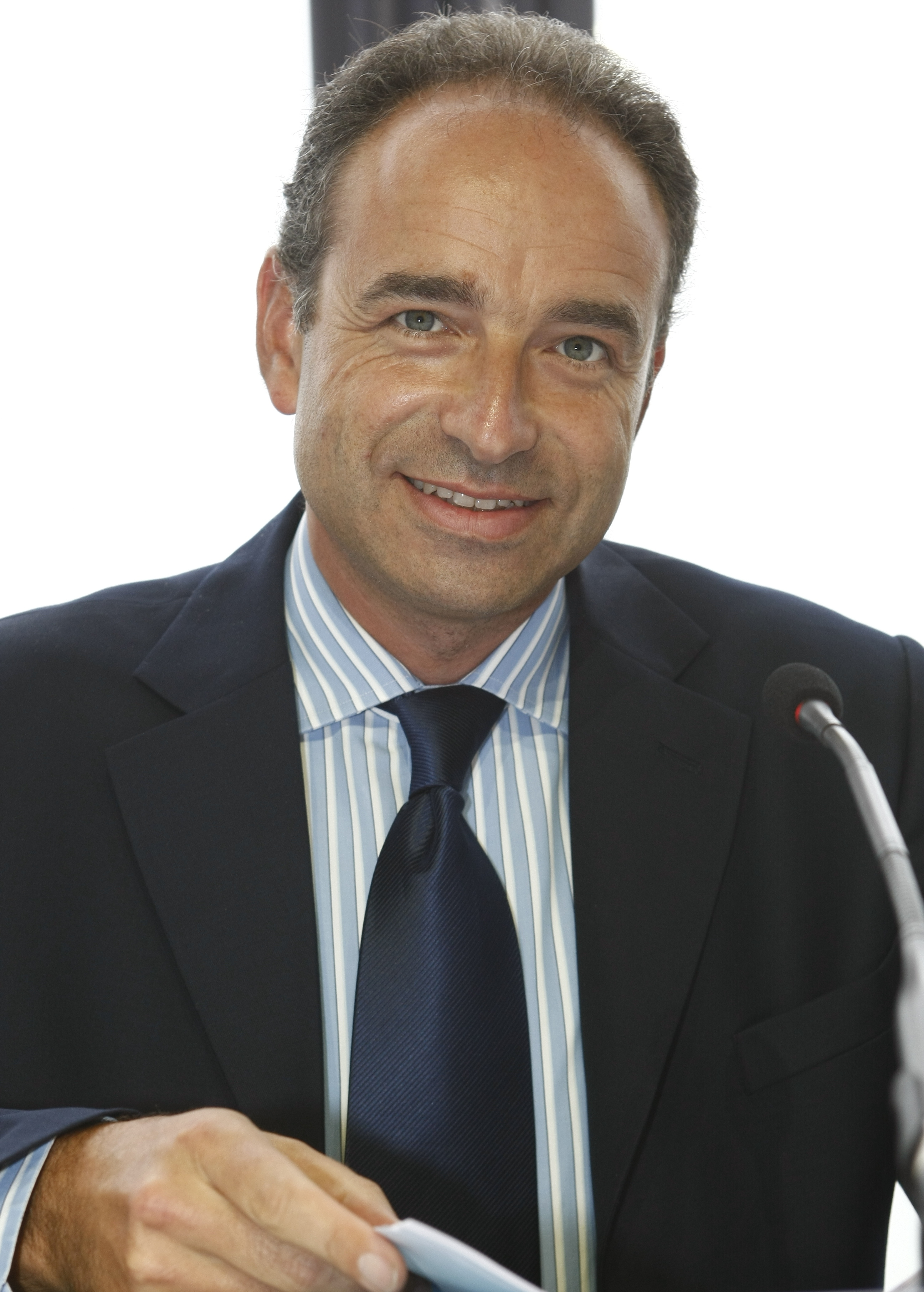

让-弗朗索瓦·科佩（法語：Jean-François Copé，法語發音：[ʒɑ̃ fʁɑ̃swa kɔpe]；1964年5月5日—），法国政治家，現任人民運動聯盟主席。

## 早期生活
1964年5月5日出生于巴黎西南郊区布洛涅-比扬古市的一个来自罗马尼亚的犹太家庭，毕业于法国国立行政学院（ENA）自由、平等、博爱届（1987-1989），自1995年起任塞纳-马恩省地区首府莫城市长，1997－2002年在巴黎第八大学教经济和金融。

## 政治生涯
2002－2007年出任国务秘书、部长级代表及让-皮埃尔·拉法兰和多米尼克·德维尔潘两届政府的发言人。2007年，尼古拉·薩科齊担任总统后，未进入政府，以其国民议会议员身份竞选为国民议会人民运动联盟（UMP）党派主席。2010年11月17日出任人民运动联盟（UMP）书记。
在尼古拉·薩科齊連任總統失敗後，他宣布辭去人民运动联盟黨主席一職。2012年11月18日的党主席选举中，以微弱优势战胜竞选对手前总理弗朗索瓦·菲永，但后者也宣称以微弱优势战胜对手。次日党内选举活动组织与检查委员会（COCOE）宣布科佩以50.03%的优势获胜，但菲永阵营仍然不承认这一结果。在经过一周的激烈论战与互相攻击后，其党内特况处理国家委员会（CONARE）宣布科佩以 50,28 %的选票胜选。但菲永阵营始终拒绝承认对方获胜的选举结果。12月末他们两个最终达成协议，科佩接受在2013年进行新一轮选举并修改选举章程，菲永则解散他在国民议会成立的党内独立小组，人民运动联盟党政治局也重申了这一决定。